# La Tercera Revolución Industrial
La Tercera Revolución Industrial: cómo el poder lateral está transformando la energía, la economía y el mundo (en inglés original The Third Industrial Revolution: How Lateral Power Is Transforming Energy, the Economy, and the World) es un libro de Jeremy Rifkin publicado en 2011. La premisa del libro es que se produce un cambio económico fundamental cuando nuevas tecnologías de la comunicación convergen con nuevos regímenes energéticos.

## La Primera y Segunda Revolución Industrial
Tal y como Rifkin describe en su libro,

La introducción de la tecnología de la máquina de vapor en la imprenta transformó los medios de comunicación en la primera herramienta de comunicación para conducir a la Primera Revolución Industrial en el Siglo XIX.
(...)

En el siglo XX la comunicación eléctrica convergió con el motor de combustión interna alimentado por petróleo, haciendo emerger la Segunda Revolución Industrial. La electrificación de factorías dio lugar a la era de la producción en masa de bienes manufacturados, siendo el más importante el automóvil.
Rifkin, 2011, pp. 35-36

## Tercera Revolución Industrial
Hoy la tecnología de comunicación Internet está convergiendo con las energías renovables dando lugar a la Tercera Revolución Industrial. La creación de un régimen de energías renovables, abastecido por los edificios, distribuido mediante. una internet energética —una red inteligente— y conectado a un transporte enchufable y de emisión-cero, abre la puerta a la Tercera Revolución Industrial. El sistema entero es interactivo, integrado y sin interrupciones. Esta interconexionabilidad está creando nuevas oportunidades para relaciones industriales cruzadas. La Tercera Revolución Industrial trae con ella una nueva era de «capitalismo distribuido» en la que millones de nuevos negocios se convierten en actores energéticos. En el proceso, en que se crearán millones de trabajos verdes, se salta al inicio de una nueva revolución tecnológica y un dramático incremento de la productividad, así como a mitigar el cambio climático.